# Allez, allez (EP)
Allez, allez maksi singl je hrvatskoga glazbenika, skladatelja i glazbenog producenta Ilana Kabilja, koji je 1997. objavila diskografska kuća ZG ZOE Music. 

## Popis pjesama
1. "Allez, allez" (World Mix) – 3:49
2. "Allez, allez" (Train Is In The House) – 4:13
3. "Allez, allez" (World 12" Mix) – 8:29
4. "Allez, allez" (Train Is In The House 12" Mix) – 6:40
5. "Allez, allez" (Wild Old School Mix) – 4:54
6. "Allez, allez" (Space Mix) – 5:16
7. "Allez, allez" (Underground Mix) – 7:48
8. "Allez, allez" (Jungle Mix) – 4:55
9. "Allez, allez" (Why Not Mix) – 6:30
10. "Priznaj mi sve" - 4:05

## Vanjske poveznice
- Discogs.com – Ilan Kabiljo: Allez, Allez